# Смена-М
Сме́на-М — малоформатный шкальный фотоаппарат для начинающих фотолюбителей.
Модификация послевоенной «Смены». Основное отличие — наличие синхроконтакта, фотографический затвор с другим диапазоном выдержек и изменённая спусковая кнопка.
Производился в 1961 году Минским заводом ММЗ (ныне БелОМО).

## Технические характеристики
- Корпус бакелитовый, задняя стенка съёмная.
- Зарядка фотоплёнкой типа 135 в стандартных кассетах.
- Обратная перемотка плёнки отсутствовала, отснятая плёнка подавалась в пустую кассету.
- Перемотка плёнки головкой. Взвод затвора раздельный от перемотки плёнки. Спусковая кнопка изменённой конструкции.
- Центральный фотографический затвор, выдержки 1/250 — 1/8 и «В».
- Объектив Триплет «Т-22М» 4,5/40. Фокусировка от 1,3 м до «бесконечности» по шкале расстояний.
- Диафрагмирование объектива от f/4 до f/16.
- Видоискатель оптический параллаксный.
- Синхроконтакт «Х», выдержка синхронизации — любая. Имеется обойма для крепления съёмного дальномера (или фотовспышки).
- Автоспуск отсутствует.

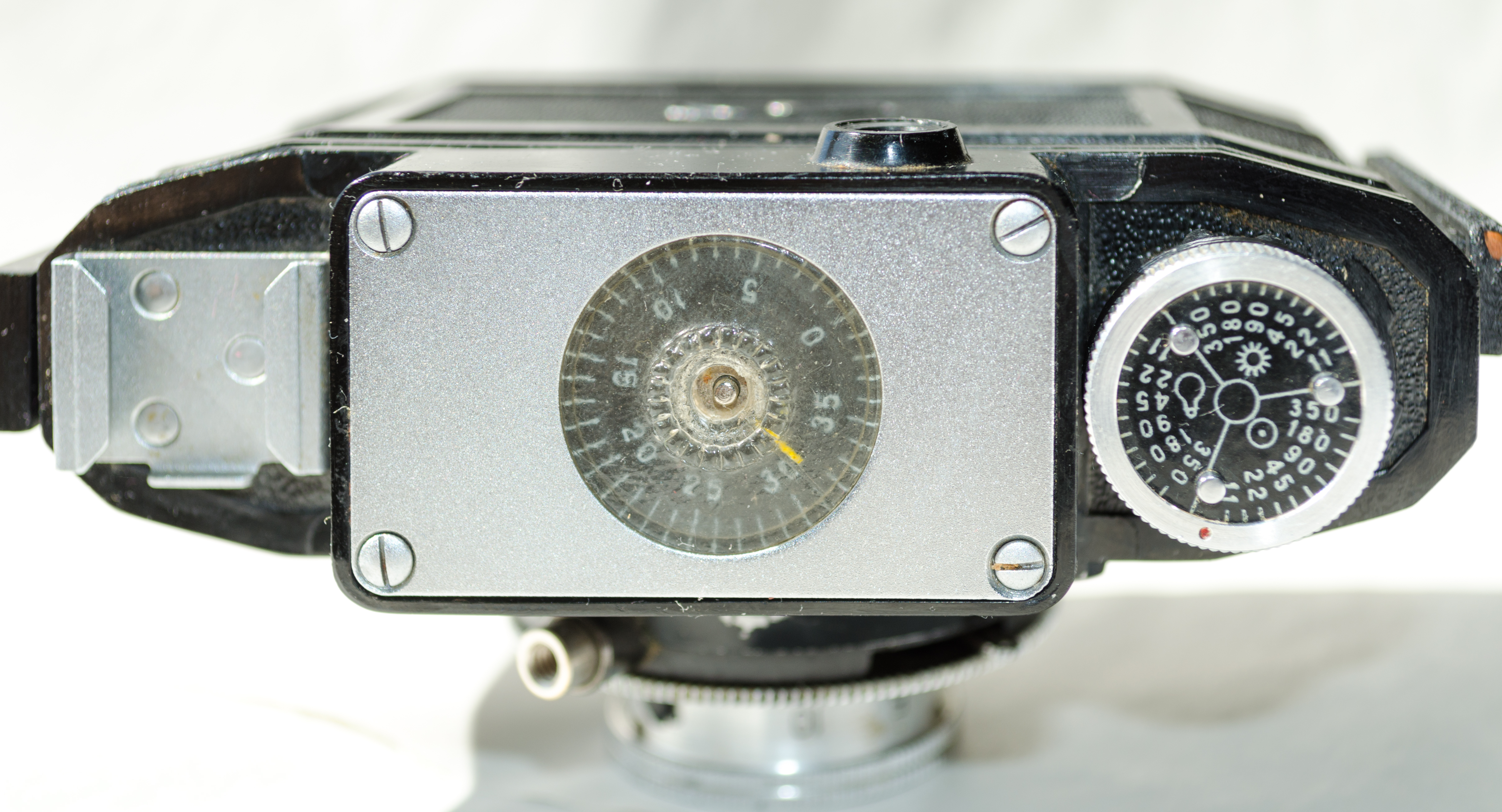
Верхняя панель
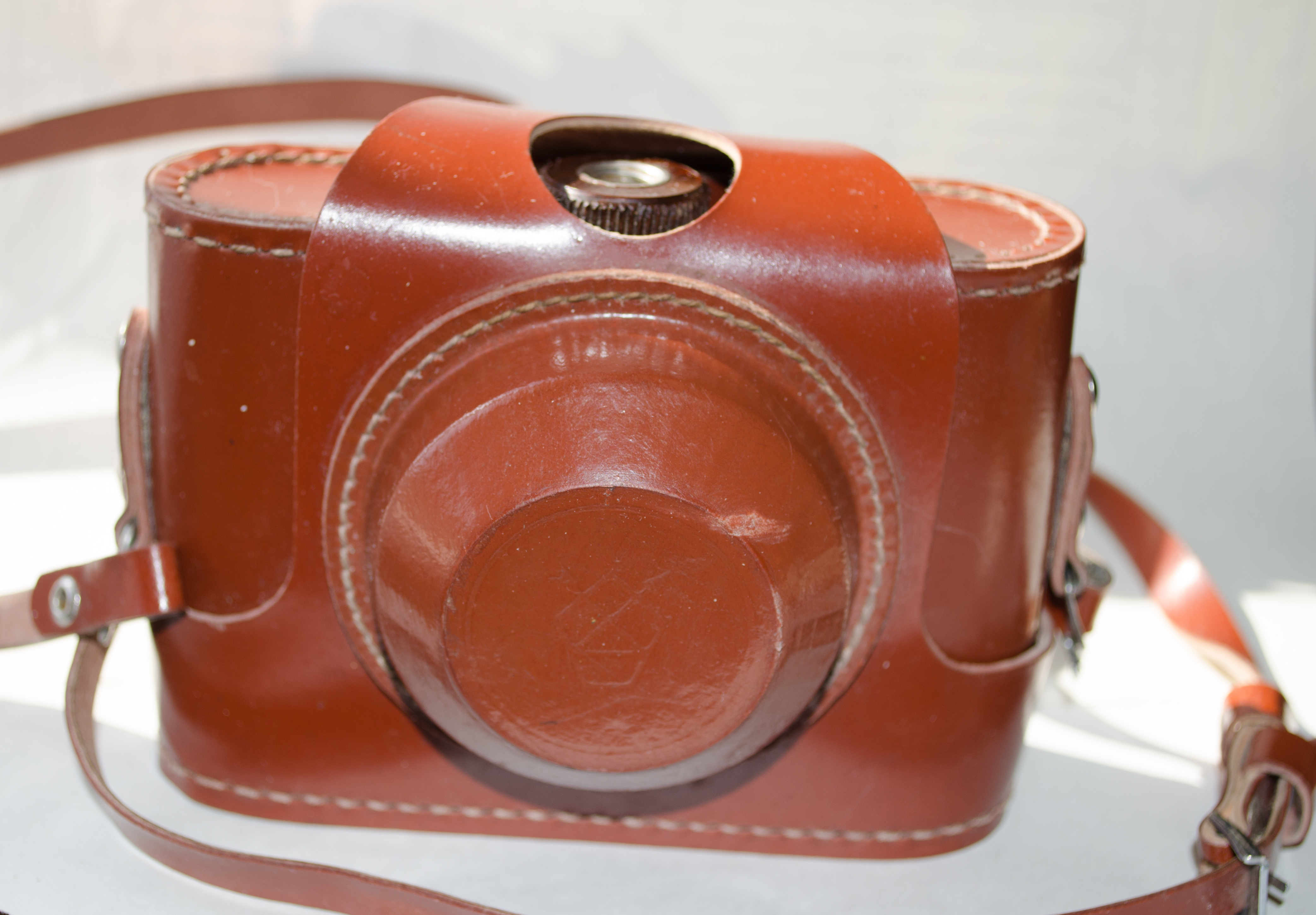
В оригинальном чехле